# Любохенек
Любохенек (пол. Lubochenek) — село в Польщі, у гміні Любохня Томашовського повіту Лодзинського воєводства.
Населення — 164 особи (2011).
У 1975—1998 роках село належало до Пйотрковського воєводства.

## Демографія
Демографічна структура станом на 31 березня 2011 року:
|          | Загалом | Допрацездатний вік | Працездатний вік | Постпрацездатний вік |
| -------- | ------- | ------------------ | ---------------- | -------------------- |
| Чоловіки | 82      | 23                 | 55               | 4                    |
| Жінки    | 82      | 20                 | 43               | 19                   |
| Разом    | 164     | 43                 | 98               | 23                   |